# Василий Парийский
Не следует путать с Преподобным Василием Исповедником („Декаполитом“)— память в невисокосные годы 28 февраля (13 марта), и с Преподобным Василием Новым исповедником— память 26 марта (8 апреля).
Васи́лий Пари́йский (греч. Βασίλειος Παρίου; † 1-я треть IX века) — епископ города Пария, сторонник иконопочитания, пострадавший в иконоборческие гонения в Византийской империи. Почитается Православной церковью в лике святых исповедников, память совершается 12 (25) апреля.

## Жизнеописание
Василий был епископом города Пария (митрополия Кизика). В период иконоборчества отстаивал иконопочитание (избегал общения с иконоборцами, не допускал их в свою епархию, не исполнял императорские указания об уничтожении икон). За верность иконопочитанию подвергался многочисленным гонениям. При епископе Василии начал свою церковную деятельность будущий патриарх Игнатий. Василий поставил его вначале в чтеца, затем рукоположил во диакона и позднее во иерея.
Житие Василия содержится в Минологии Василия II и в Синаксаре Константинопольской церкви (X век). Житие не содержит указания, при каких императорах проходило епископское служение Василия, и только на основании упоминания в житии имени патриарха Игнатия его деятельность относят ко второму периоду иконоборчества.

## Иконография и гимнография
Сводный иконописный подлинник XVIII века сообщает об облике Василия:
Сед изжелта, брада Евфимиева или аки Власиева, подвоилася, ризы кресты черны, белилы прописаны, кудряв, амфор (омофор) и Евангелие.
 «Руководство к писанию икон святых угодников Божиих» Виктора Фартусова дополнительно указывает: «типа схожаго с сирийским… в руках икона Спасителя и хартия с надписью».
Студийские Типиконы редко содержат память Василия Парийского. Служба святому Василию кратко (без тропаря и кондака) описывается в Евергетидском Типиконе (конец XI века). Последование святому Василию известно также по спискам студийских Миней. Иерусалимский Типикон и Минеи указывают совершать в день памяти Василия Парийского будничную службу без тропаря (сама служба не отмечена никаким знаком месяцеслова).
Корпус богослужебных песнопений Василия Парийского включает:
- Три стихиры 8-го гласа на «Господи, воззвах…» с Богородичном и Крестобогородичном[3]
- Канон с ирмосами 8-го гласа «Во́ду проше́д…», с седальном 3-го гласа «Вели́кое со́лнце вселе́нней…» и с кондаком 2-го гласа на подобен: «Вы́шних ища́…»:

Вы́шняго све́том озари́вся, блаже́нне,/ просвеща́еши вся,/ и́же любо́вию честву́ющия твое́, о́тче, честно́е страда́ние./ Васи́лие священнострада́льне,/ моли́ Христа́ Бо́га/ непреста́нно о всех нас.
Современные греческие Минеи содержат также тропарь.